# Virivka, Iemilciîne
Virivka (în ucraineană Вірівка) este un sat în comuna Velîkîi Iabluneț din raionul Iemilciîne, regiunea Jîtomîr, Ucraina.

## Demografie
Componența lingvistică a localității Virivka
     Ucraineană (100%)
Conform recensământului din 2001, toată populația localității Virivka era vorbitoare de ucraineană (100%).